# Upton Township
Upton Township est un township, situé dans le comté de Texas, dans le Missouri, aux États-Unis,.
Le township est fondé en 1852 et baptisé en référence à Osias Upton, une personnalité politique.

### Source de la traduction
- (en) Cet article est partiellement ou en totalité issu de l’article de Wikipédia en anglais intitulé « Upton Township, Texas County, Missouri » (voir la liste des auteurs).